# La notte degli spettri
La notte degli spettri (Night of the Ghouls) è un film horror diretto da Edward D. Wood Jr..

## Trama
All'inizio, Criswell si alza da una bara e racconta gli eventi del film. Poi inizia un montaggio che mostra la delinquenza giovanile, i combattimenti di strada e la guida in stato di ebbrezza. La sequenza si conclude con il cadavere insanguinato dell'autista ubriaco che fissa la telecamera con sguardo assente. Secondo la narrazione di Criswell, questa è una fine piuttosto tipica di "un fine settimana di vacanza da ubriachi".
Il film poi passa a una coppia di adolescenti che si bacia in una decappottabile. Quando il ragazzo diventa troppo aggressivo, la ragazza lo schiaffeggia ed esce dall'auto. Il fantasma nero, una creatura non morta che si nasconde nei boschi vicino a loro, in seguito uccide la giovane coppia. Gli omicidi ricevono l'attenzione della stampa ma si pensa che siano opera di un maniaco.
In una stazione di polizia di East Los Angeles, California, l'ispettore Robbins attende il detective Bradford nel suo ufficio. Presto arriva Bradford, vestito con un abito da sera formale. È stato chiamato a lavorare mentre si recava all'opera e protesta contro l'idea di svolgere un incarico inaspettato. Ma Robbins lo informa che il caso riguarda la "vecchia casa sul lago Willows", che ha avuto un ruolo in un precedente caso indagato da Bradford. La casa è stata distrutta da un fulmine, ma qualcuno l'ha ricostruita. Una scena di flashback stabilisce che l'anziana coppia Edwards ha avuto un terrificante incontro con il fantasma bianco vicino a questa casa. Dopo aver ascoltato la storia, Bradford accetta l'incarico di indagare sulla vecchia casa. Robbins incarica Kelton di scortare il detective.Kelton ha già affrontato il soprannaturale negli eventi rappresentati in Bride of the Monster e Plan 9 from Outer Space.
Bradford guida verso la casa ed entra da una porta aperta, per essere affrontato dal Dr. Acula, che indossa un turbante e menziona in modo criptico che ce ne sono già molti in casa, sia vivi che morti. Bradford convince Dr. Acula di essere solo un altro potenziale cliente, quindi il suo ingresso viene accettato. Uno dei "tanti" nella casa è un residuo del suo passato, Lobo. Un personaggio di Bride, Lobo è raffigurato come sfigurato dalle fiamme che un tempo distrussero questa casa. Fuori casa, Kelton arriva in ritardo e ha brevi incontri sia con il fantasma nero che con il fantasma bianco. Nel frattempo, durante una seduta spiritica, Dr. Acula ei suoi clienti condividono il tavolo con scheletri umani. Dr. Acula si rivela essere un falso sensitivo di nome "Karl", come Bradford sospettava in precedenza, e rivela che White Ghost è un'attrice di nome Sheila. Il suo ruolo è spaventare gli intrusi. È preoccupata per la presenza del Fantasma Nero che non fa parte della loro bufala, anche se il cinico Dr. Acula respinge le sue paure. Non crede nel soprannaturale.
Sia Bradford che Kelton hanno scontri strani e talvolta violenti all'interno della casa e alla fine vengono raggiunti da rinforzi. Mentre i loro complici cadono nelle mani della polizia, Karl e Sheila tentano di scappare attraverso una camera mortuaria. Lì si trovano di fronte a un gruppo di uomini non morti. Tra loro c'è Criswell, che è l'unico che può parlare, spiegando a Karl che il presunto sensitivo "falso" ha poteri genuini e che i suoi sforzi necromantici funzionano davvero. Questi morti sono stati riportati in vita, anche se solo per poche ore, ma intendono portare Karl con loro nel loro ritorno alla tomba. Mentre Karl muore, Sheila scappa di casa per incontrare il proprio destino. Il fantasma nero, veramente non morto, prende il controllo dell'impostore e le dice che è ora di unirsi agli "altri" nella tomba. Mentre la polizia cerca di capire cosa sia successo al defunto Karl, vediamo una Sheila non morta, ora veramente un fantasma bianco.
In un breve epilogo, il narratore torna alla sua bara. Affermando che è tempo che sia i vecchi morti che i nuovi tornino alle loro tombe, ricorda allo spettatore che anche loro potranno presto unirsi a loro nella morte.